# Sphex modestus
Sphex modestus är en biart som beskrevs av Frederick Smith 1856.
Sphex modestus ingår i släktet Sphex och familjen grävsteklar. Inga underarter finns listade i Catalogue of Life.